# Benshausen
Benshausen – dzielnica miasta Zella-Mehlis w Niemczech, w kraju związkowym Turyngia, w powiecie Schmalkalden-Meiningen. Do 31 grudnia 2018 samodzielna gmina.

## Współpraca
Miejscowość partnerska:
- Marktbreit, Bawaria